# Marc-Kevin Goellner
Marc-Kevin Peter Goellner (ur. 22 września 1970 w Rio de Janeiro) – niemiecki tenisista, brązowy medalista igrzysk olimpijskich w Atlancie (1996) w grze podwójnej, reprezentant w Pucharze Davisa.

## Kariera tenisowa
Karierę zawodową Goellner rozpoczął w 1991 roku, a zakończył w 2004 roku. W grze pojedynczej wywalczył dwa tytuły rangi ATP World Tour oraz osiągnął jeden finał.
W grze podwójnej Niemiec zwyciężył w czterech turniejach z cyklu ATP World Tour i awansował do jedenastu finałów, w tym do finału French Open 1993. Partnerem deblowym Goellnera był David Prinosil, a spotkanie o tytuł przegrali 4:6, 7:6, 4:6 z Lukiem Jensenem i Murphym Jensenem.
W 1996 roku Goellner zdobył brązowy medal podczas igrzysk olimpijskich Atlancie. W parze z Davidem Prinosilem pojedynek o finał zakończył się porażką Niemców z Neilem Broadem i Timem Henmanem, natomiast w meczu o brązowy medal pokonali 6:2, 7:5 Jacco Eltingha i Paula Haarhuisa.
W latach 1993–2001 Goellner reprezentował Niemcy w Pucharze Davisa. W 1993 roku awansował z drużyną do finału, gdzie Niemcy zagrali z Australią. Australijczycy wygrali rywalizację 4:1, a punkt dla Niemców zdobył Goellner po zwycięstwie z Jasonem Stoltenbergiem.
W rankingu gry pojedynczej Goellner najwyżej był na 26. miejscu (4 kwietnia 1994), a w klasyfikacji gry podwójnej na 25. pozycji (20 lipca 1998).

### Finały w turniejach ATP World Tour
| Nazwa                                                   |
| ------------------------------------------------------- |
| Wielki Szlem                                            |
| Igrzyska olimpijskie                                    |
| ATP Tour World Championships / Tennis Masters Cup       |
| ATP Masters Series                                      |
| ATP Championship Series / ATP International Series Gold |
| ATP World Series / ATP International Series             |

#### Gra pojedyncza (2–1)
| Końcowy wynik | Nr | Data                | Turniej     | Nawierzchnia | Przeciwnik    | Wynik finału     |
| ------------- | -- | ------------------- | ----------- | ------------ | ------------- | ---------------- |
| Zwycięzca     | 1. | 18 kwietnia 1993    | Nicea       | Ceglana      | Ivan Lendl    | 1:6, 6:4, 6:2    |
| Finalista     | 1. | 15 września 1996    | Bournemouth | Ceglana      | Albert Costa  | 7:6(4), 2:6, 2:6 |
| Zwycięzca     | 2. | 6 października 1996 | Marbella    | Ceglana      | Àlex Corretja | 7:6(4), 7:6(2)   |

#### Gra podwójna (4–11)
| Końcowy wynik | Nr  | Data                 | Turniej            | Nawierzchnia    | Partner               | Przeciwnicy                             | Wynik finału        |
| ------------- | --- | -------------------- | ------------------ | --------------- | --------------------- | --------------------------------------- | ------------------- |
| Zwycięzca     | 1.  | 1 marca 1992         | Rotterdam          | Dywanowa (hala) | David Prinosil        | Paul Haarhuis Mark Koevermans           | 6:2, 6:7, 7:6       |
| Finalista     | 1.  | 5 czerwca 1993       | French Open, Paryż | Ceglana         | David Prinosil        | Luke Jensen Murphy Jensen               | 4:6, 7:6, 4:6       |
| Finalista     | 2.  | 20 czerwca 1993      | Halle              | Trawiasta       | Mike Bauer            | Petr Korda Cyril Suk                    | 6:7, 7:5, 3:6       |
| Zwycięzca     | 2.  | 29 sierpnia 1993     | Long Island        | Twarda          | David Prinosil        | Arnaud Boetsch Olivier Delaître         | 6:7, 7:5, 6:2       |
| Finalista     | 3.  | 5 marca 1995         | Meksyk             | Ceglana         | Diego Nargiso         | Javier Frana Leonardo Lavalle           | 5:7, 3:6            |
| Finalista     | 4.  | 9 kwietnia 1995      | Estoril            | Ceglana         | Diego Nargiso         | Jewgienij Kafielnikow Andriej Olchowski | 7:5, 5:7, 2:6       |
| Zwycięzca     | 3.  | 15 września 1996     | Bournemouth        | Ceglana         | Greg Rusedski         | Rodolphe Gilbert Nuno Marques           | 6:3, 7:6            |
| Finalista     | 5.  | 12 października 1997 | Wiedeń             | Dywanowa (hala) | David Prinosil        | Ellis Ferreira Patrick Galbraith        | 3:6, 4:6            |
| Zwycięzca     | 4.  | 9 listopada 1997     | Sztokholm          | Twarda (hala)   | Richey Reneberg       | Ellis Ferreira Patrick Galbraith        | 6:3, 3:6, 7:6       |
| Finalista     | 6.  | 14 czerwca 1998      | Halle              | Trawiasta       | John-Laffnie de Jager | Ellis Ferreira Rick Leach               | 6:4, 4:6, 6:7       |
| Finalista     | 7.  | 7 marca 1999         | Kopenhaga          | Dywanowa (hala) | David Prinosil        | Maks Mirny Andriej Olchowski            | 7:6(5), 6:7(4), 1:6 |
| Finalista     | 8.  | 13 czerwca 1999      | Merano             | Ceglana         | Eric Taino            | Lucas Arnold Ker Jaime Oncins           | 4:6, 6:7            |
| Finalista     | 9.  | 3 października 1999  | Bukareszt          | Ceglana         | Francisco Montana     | Lucas Arnold Ker Martín García          | 3:6, 6:2, 3:6       |
| Finalista     | 10. | 1 października 2000  | Palermo            | Ceglana         | Pablo Albano          | Tomás Carbonell Martín García           | walkower            |
| Finalista     | 11. | 16 września 2001     | Bukareszt          | Ceglana         | Pablo Albano          | Ałeksandar Kitinow Johan Landsberg      | 4:6, 7:6(5), 6–10   |